# Hemitelia bullata
Hemitelia bullata là một loài dương xỉ trong họ Cyatheaceae. Loài này được Christ mô tả khoa học đầu tiên năm 1897.
Danh pháp khoa học của loài này chưa được làm sáng tỏ. 